# Barnard 93
Barnard 93 – ciemna mgławica w gwiazdozbiorze Strzelca, jedna z pierwszych zaobserwowanych, odkryta w 1913 przez Edwarda Barnarda, razem z większą ciemną mgławicą, Barnard 92, leżącą w jej bliskim sąsiedztwie.
Barnard 93 znajduje się w odległości 10 tysięcy lat świetlnych od Ziemi. Jej wymiary to 15 na 2 minuty kątowe.
Doskonale wyróżniająca się na tle M24, Barnard 93 podobna jest do czarnej komety, i tak jest czasami nazywana.